# Чокану (Арђеш)
Чокану (рум. Ciocanu) насеље је у Румунији у округу Арђеш у општини Дамбовичоара. Oпштина се налази на надморској висини од 1176 m.

## Становништво
Према подацима из 2002. године у насељу је живело 135 становника, од којих су сви румунске националности.